# Mon Cut
Mon Cut is een bestuurslaag in het regentschap Aceh Besar van de provincie Atjeh, Indonesië. Mon Cut telt 320 inwoners (volkstelling 2010).